# Xã Smith, Quận Posey, Indiana
Xã Smith (tiếng Anh: Smith Township) là một xã thuộc quận Posey, tiểu bang Indiana, Hoa Kỳ. Năm 2010, dân số của xã này là 1.102 người.